# A.J. Broekema
A.J. (Anton) Broekema is een typetje, de producer, uit het radioprogramma Ronflonflon met Jacques Plafond, dat werd uitgezonden van oktober 1984 tot en met januari 1991. De rol werd gespeeld door Jan Vermaas. Ook speelde hij deze rol in de van het radioprogramma afgeleide televisieserie uit 1986, Plafond over de vloer. In werkelijkheid was Rogier Proper de producer van het programma.
Broekema was streng en formeel, vertrouwde blindelings op zijn computer en rookte altijd pijp, waarvan hij er een groot aantal in zijn bezit had. Hij was chaotisch van aard en lag regelmatig in de clinch met Jacques en Wilhelmina Kuttje junior, die hem dan voor 'Broekelul' uitmaakte. Ook zong hij af en toe een liedje, zoals de Computerrap. Hij had een broer Kees, die bassist was en de bijnaam Koos Jurk droeg. Zijn assistenten waren Flip Romanov en Anneke Rol.
Tijdens de Tour de France was hij afwezig en verzorgde hij een rechtstreeks verslag uit Frankrijk voor Ronflonflon.
In uitzending 210 kreeg hij ruzie met Jacques, die kwaad wegliep, waarna Broekema zelf de presentatie overnam en het programma omdoopte in 'Ra Ta Ta met A.J. Broekema, waarbij onder meer het liedje De Chef ten gehore werd gebracht. In uitzending 211 werd hij door VPRO-directeur Jan Haasbroek geschorst, waarna Wilhelmina Kuttje junior de presentatie voor één uitzending overnam en Flip Romanov tijdelijk producer werd. In uitzending 212 keerde Jacques Plafond terug. Later kreeg ook Broekema zijn functie weer terug. 
Na aflevering 327 werd hij door de VPRO ontslagen omdat hij het programma volgens een strakke formule wilde produceren waar Jacques zich fel tegen verzette en daarna wegliep om niet meer terug te keren en het programma ten einde kwam.  
Drie weken later begon het vervangende programma Koning Zzakk in Muzykland waarbij Jan Vermaas de producer werd, nu dus opererende onder zijn eigen naam. 